# Castanet, Tarn
Castanet är en kommun i departementet Tarn i regionen Occitanien i södra Frankrike. Kommunen ligger i kantonen Gaillac som tillhör arrondissementet Albi. År 2022 hade Castanet 199 invånare.

## Befolkningsutveckling
Antalet invånare i kommunen Castanet
| Referens: INSEE |